# Plymouth (Indiana)
Plymouth város az USA Indiana államában. Lakosainak száma 10 214 fő (2020. április 1.).

## Népesség
A település népességének változása:

| 2010 | 10 033 |
| 2020 | 10 214 |